# Maddie Rooney
Madeline S. „Maddie“ Rooney (* 7. Juli 1997 in Duluth, Minnesota) ist eine US-amerikanische Eishockeytorhüterin, die seit 2023 für die Minnesota Frost in der Professional Women’s Hockey League spielt. Rooney ist seit 2017 Mitglied der Frauen-Eishockeynationalmannschaft der Vereinigten Staaten und zweifache Weltmeisterin sowie Olympiasiegerin.

## Karriere
Rooney verbrachte ihre Highschool-Zeit an der Andover High School in Andover im Bundesstaat Minnesota, für deren Eishockeyteams sie zwischen 2012 und 2015 spielte. In ihrem Senior-Jahr spielte sie statt im Mädchenteam im Jungenteam der Highschool. Nach ihrem Schulabschluss im Sommer 2015 begann die Torhüterin ein Studium im Bereich Marketing an die University of Minnesota Duluth, wo sie parallel zu ihrem Studium für das Universitätsteam in der Western Collegiate Hockey Association, einer Division im Spielbetrieb der National Collegiate Athletic Association, zwischen den Pfosten stand. Im ersten Jahr teilte sie dort zunächst den Posten im Tor mit ihrer Kontrahentin, ehe sie im zweiten Jahr unangefochtene Stammtorhüterin war.

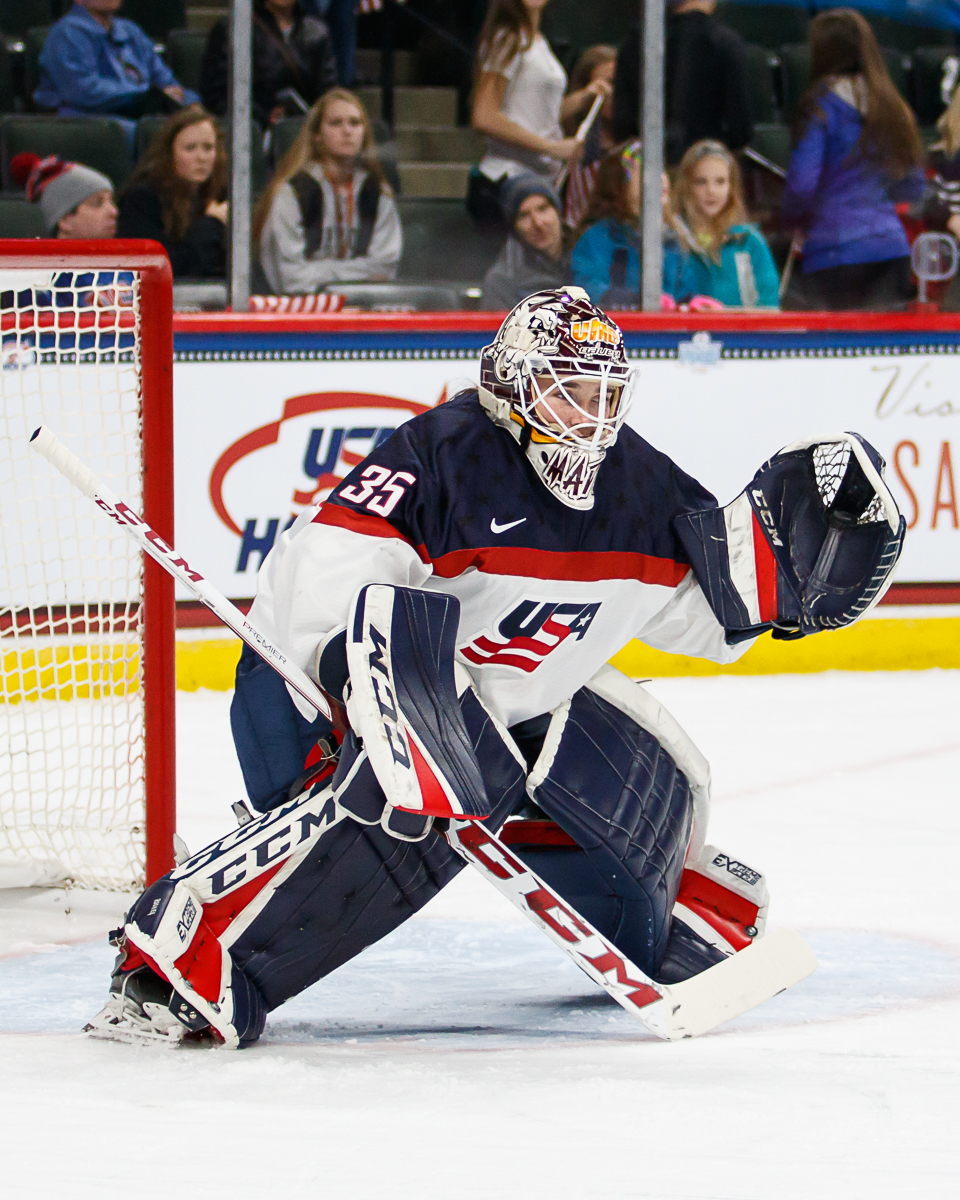
Maddie Rooney im Trikot der Frauen-Eishockeynationalmannschaft der Vereinigten Staaten

Im Anschluss an ihr zweites Jahr am College wurde Rooney erstmals in die Frauen-Eishockeynationalmannschaft der Vereinigten Staaten berufen und nahm mit dieser an der Weltmeisterschaft 2017 teil. Im Verlauf des Turniers, das die US-Amerikanerinnen mit dem Gewinn des Weltmeistertitels abschlossen, absolvierte Rooney in der Vorrunde ihr internationales Debüt. Dieses beendete sie mit einem Shutout. In der Folge unterbrach die Torhüterin ihr Studium im Sommer 2017 und ließ sich vom US-amerikanischen Eishockeyverband USA Hockey für die Vorbereitung auf die Olympischen Winterspiele 2018 in Pyeongchang rekrutieren. Nachdem Rooney bereits beim 4 Nations Cup 2017 zur Stammkraft im Tor der US-Girls avanciert war, bestritt sie vier der fünf Begegnungen im olympischen Eishockeyturnier von Beginn an und hatte mit dem geringsten Gegentorschnitt aller Torhüterinnen maßgeblichen Anteil am ersten US-amerikanischen Goldmedaillengewinn seit 20 Jahren.
Nach diesem Erfolg kehrte sie an die Universität zurück, an der sie 2020 ihren Abschluss machte. Zuvor gewann sie mit dem Team USA bei der Weltmeisterschaft 2019 eine weitere Goldmedaille. Zwischen 2020 und 2023 lief Rooney bei Promotionsspielen für die PWHPA auf, zudem bereitete sie sich erneut mit der Nationalmannschaft zentralisiert auf die Olympischen Winterspiele 2022 vor, bei denen sie die Silbermedaille gewann. Eine weitere Silbermedaille folgte bei der Weltmeisterschaft 2022. Neben ihren Aktivitäten auf dem Eis gehört sie seit 2021 zum erweiterten Trainerstab der University of Minnesota Duluth sowie der Centennial/SLP Highschool.
Im Jahr 2023 wurde aus der PWHPA heraus die Professional Women’s Hockey League gegründet. Im Dezember 2023 erhielt Rooney einen Zweijahresvertrag beim Team PWHL Minnesota.

## Erfolge und Auszeichnungen

### PWHL
- 2024 Walter-Cup-Gewinn mit den Minnesota Frost
- 2025 Walter-Cup-Gewinn mit den Minnesota Frost

### International
- 2017 Goldmedaille bei der Weltmeisterschaft
- 2018 Goldmedaille bei den Olympischen Winterspielen
- 2019 Goldmedaille bei der Weltmeisterschaft

## Karrierestatistik
Stand: Ende der Saison 2022/23
(Legende zur Torhüterstatistik: GP oder Sp = Spiele insgesamt; W oder S = Siege; L oder N = Niederlagen; T oder U oder OT = Unentschieden oder Overtime- bzw. Shootout-Niederlage; Min. = Minuten; SOG oder SaT = Schüsse aufs Tor; GA oder GT = Gegentore; SO = Shutouts; GAA oder GTS = Gegentorschnitt; Sv% oder SVS% = Fangquote; EN = Empty Net Goal; 1 Play-downs/Relegation; Kursiv: Statistik nicht vollständig)

### International
Vertrat die USA bei:
| - Weltmeisterschaft 2017 - Olympischen Winterspielen 2018 - Weltmeisterschaft 2019 | - Olympischen Winterspielen 2022 - Weltmeisterschaft 2022 |